# Overkill (группа)
Overkill — американская трэш-метал-группа, основанная в 1980 году в Нью-Джерси.
Дискография группы насчитывает 20 студийных альбомов, 3 EP, 3 концертных альбома и 1 альбом каверов. Overkill по праву считаются одними из первопроходцев трэш-метала. Группа является, наряду с Anthrax, участник которой, Дэн Спитц, также был членом Overkill в раннее время существования группы, наиболее успешной трэш-метал-группой Восточного Побережья США; обе эти группы также называют «Motörhead трэш-метала».
Состав группы претерпел неоднократные изменения, и единственными неизменными участниками Overkill с момента основания являются вокалист Бобби «Blitz» Эллсворт и басист Ди Ди Верни. У группы есть талисман по имени Чали, который нарисован на большинстве обложек их альбомов — череп с костлявыми крыльями летучей мыши и светящимися зелёным глазами.

## История

### 1980—1989
Overkill была образована в 1980 году на остатках панк-группы The Lubricunts, в которой участвовали Рэт Скейтс и Д. Д. Верни (настоящие имена Ли Кандрэт и Карло Верни). Они разместили объявление о поиске вокалиста и гитариста, на которое отозвались гитарист Роберт Писарек и вокалист Бобби Эллсворт. Таким образом был сформирован первый состав группы Overkill, однако прежде чем выбрать это название, группа перебрала несколько других, например, Virgin Killer. Ранние песни, особенно те, которые группа исполняла под именем Virgin Killer, были каверами таких панк-групп, как The Ramones, The Dead Boys и др. К концу 1980 года группа стала исполнять песни группы Motörhead (саму песню Overkill, с которой группа и взяла своё конечное название, половину песен с альбома Ace of Spades), Judas Priest и Riot. Несмотря на то, что группа исполняла панк-каверы, ребята играли с большей скоростью и энергией и другими элементами хеви-метала, что позволяет отнести их к одним из первых групп трэш-метала. В 1981 гитарист Роберт Писарек ушел, его заменили Дэн Спитц и Энтони Аммендола, которых, в свою очередь, заменили Рич Конте и Майк Шерри, пока наконец гитаристом группы не стал Бобби Густафсон в конце 1982 года.
В 1983 году группа в составе: Рэт Скейтс, Д. Д. Верни, Бобби Густафсон и Бобби «Blitz» Эллсворт выпустила демозапись Power In Black, которая произвела фурор в андерграундных околомузыкальных кругах (сопоставимых с записями Exodus и Testament). Power In Black дал возможность Overkill появиться на двух сборниках: песня Feel the Fire была включена в сборник «New York Metal '84», а песня Death Rider появилась на пятом сборнике из легендарной серии Metal Massacre. Кроме того группа смогла подписать небольшой контракт со студией Azra/Metal Storm Records, где в 1984 году записала свой EP Overkill с четырьмя песнями, который имел успех и весь выпуск которого был быстро распродан. Это выдвинуло группу в авангард набиравшего силу трэш-метала.
В ноябре 1984 Джон Зазула, владелец Megaforce Records, одного из наиболее известных метал лейблов, подписал с группой контракт на несколько альбомов. В 1985 году выходит их первый полноценный альбом Feel The Fire. Несмотря на преимущественное влияние NWOBHM и спид-метала, этот альбом часто называется критиками и фанами шедевром трэш-метала, утвердивший группу как одну из основных коллективов трэш-метала не только на восточном побережье США, но и во всей стране. Группа провела большую часть 1985 и 1986 гг. в турне в поддержку альбома Feel The Fire, начиная тур в США на разогреве у Slayer, а затем гастролируя по Европе с Anthrax и Agent Steel. Изнурительный гастрольный график Overkill и растущий ажиотаж вокруг Feel the Fire привели к тому, что группой заинтересовались несколько крупных лейблов; в конце концов они подписали контракт с Atlantic Records, что сделало Overkill одной из первых трэш-металлических групп, подписавших контракт с крупным лейблом.
1987 год был отмечен выходом второго альбома Overkill Taking Over. Этот альбом группы был выпущен Megaforce в сотрудничестве с Atlantic Records; он принёс группе общественное признание, став их первым альбомом, попавшим в чарт Billboard 200. В альбоме заметен более высокий уровень производства; кроме того, альбом имел более «эпический» стиль, что отражается в таких песнях, как «In Union We Stand». Эта песня была выбрана для съёмки первого клипа Overkill, использованного для продвижения популярности группы в новую эру музыкального телевидения, и клип получил умеренную ротацию на программе Headbangers Ball канала MTV. Позже в этом же году последовал новый европейский тур, на этот раз с группой Helloween. В мае-июне Overkill выступали в поддержку Megadeth. В июле-августе Overkill были хедлайнерами собственных концертов, их открывали Testament.
В конце 1987 года вышел новый EP группы под названием !!!Fuck You!!!, состоящий из непосредственно песни «Fuck You», а также нескольких концертных записей, сделанных раннее на концерте в Кливленде. Кроме того в 1987 году из группы ушёл барабанщик Рэт Скейтс, который на несколько выступлений был заменён Марком Арчибоулом, а потом уже на постоянной основе датчанином Бобом "Sid"ом Фалком из группы экс-вокалиста Iron Maiden Пола Ди’Анно. Overkill завершили год разовым выступлением на фестивале Christmas on Earth в Лидсе, Англия, выступив вместе с Megadeth, Kreator, Nuclear Assault, Voivod, Cro-Mags, Lȧȧz Rockit и Virus.
В 1988 году Overkill выпускают свой следующий студийный альбом Under the Influence, который отличался от предыдущего более грубым и «забойным» звучанием. Песня «Hello From The Gutter» была выпущена синглом и клип на эту песню постоянно крутился по MTV в программе Headbangers Ball. Overkill продолжала постоянно гастролировать по всему миру, укрепляя свою репутацию как одна из самых активных метал-групп, играющих вживую; это включало разогрев Slayer в их туре в поддержку South of Heaven по США и Европе, а также выступление с другими группами, такими как Anthrax, Motörhead, Anvil, Nuclear Assault, MOD, Testament, Vio-lence, King’s X, Prong, Murphy’s Law, Ludichrist и Znowhite.
В 1989 году Overkill выпускает альбом The Years of Decay, который до сих пор считается одним из лучших в творчестве группы. Спродюсированный Тэрри Дейтом (который позже будет работать с Pantera, White Zombie и Soundgarden), альбом содержал самую прогрессивную и разнообразную работу среди всех альбомов группы на тот момент. В нём сочеталось жёсткое и грубое звучание Under the Influence с более сложными композициями и «эпическими» элементами, как на Taking Over, что привело к появлению более серьёзной музыки и более продолжительным композициям, включая восьмиминутный заглавный трек и десятиминутный «Playing With Spiders/Skullkrusher». Хотя альбом показал худший, чем у Under the Influence, результат в чартах, взобравшись только на 155 позицию в Billboard 200, The Years of Decay стал прорывным альбомом для Overkill: по состоянию на май 2000 года, в США было продано более 67 000 копий альбома. Скоростная и жёсткая композиция «Elimination» была выпущена отдельным синглом и постоянно крутилась по MTV в программе Headbangers Ball. Композиция имела большой успех у поклонников группы и впоследствии постоянно исполнялась на всех концертах даже много лет спустя. На гастролях в поддержку альбома The Years of Decay группа выступала вместе с Dark Angel и Wolfsbane, позже они выступали с Mordred, Powermad, Whiplash и Excel. Также они разогревали Testament. Затем они были хедлайнерами в серии концертов по США (их разогревали Vio-lence, Deceased и др.).

### 1990—2008
Несмотря на успех The Years of Decay, в конце 1990 года из группы уходит Густафсон из-за разногласий с другими старожилами группы по поводу того, как Overkill должна развиваться в дальнейшем. Густафсон заявил, что одной из причин его разрыва с Overkill были разногласия по поводу гонораров, во время которых он оказался втянутым в ожесточенную вражду с Ди Ди Верни и Бобби Эллсвортом. Эллсворт на его место решил пригласить сразу двух гитаристов — Роба Каннавино, который был гитарным техником Густафсона, и Мерритта Гант (Merritt Gant) из группы Faith Or Fear. Эллсворт заявил в интервью Invisible Oranges несколько лет спустя, что причина, по которой Overkill наняла двух гитаристов, заключалась главным образом в том, что они хотели сделать что-то иное: «Мы знали, что если мы заменим Бобби одним гитаристом, нас будут сравнивать с тем, кем мы были. Итак, казалось логичным пригласить двух игроков. Мы не хотели, чтобы кто-нибудь сказал: „Бобби был лучше, чем этот новый парень“. И мы хотели исполнить старый материал с двумя гитарами, чтобы сохранить свежесть. Мы поняли, что перемены — это не так уж плохо». В следующем году группа предложила публике альбом Horrorscope, который спродюсировал вновь Терри Дэйт. Благодаря яростным риффам и балансирующим соло новых гитаристов, а также устовершенствованному написанию песен Верни и Эллсворта, альбом развеял страхи поклонников насчёт того, что уход Густафсона развалит группу. Сегодня этот альбом считается одним из определяющих моментов Overkill. Сосредоточившись на более мрачном и тяжелом стиле, альбом породил думовый сингл «Horrorscope», который отошёл от более ранних синглов группы, которые традиционно были песнями в быстром темпе. Hororscope также был первым альбомом Overkill, который сопровождался более чем одним видеоклипом или синглом; были видеоклипы на заглавный трек и «Thanx for Nothin'» (оба получили хорошую ротацию на Headbangers Ball), в то время как другие песни, такие как «Coma», «Infectious» и кавер-версия песни Эдгара Винтера «Frankenstein» получили особое внимание (по радио или иным образом), что повысило популярность группы в метал-сообществе и помогло альбому войти в топ-30 в чарте Billboard Heatseekers. Overkill выступали в поддержку Horroscope, совершив тур по Северной Америке с Anacrusis и Galactic Cowboys в 1991 году и Armored Saint в 1992 году, после чего группу покинул Сид Фальк. По собственному признанию, он никогда не был большим поклонником трэш-метала; изначально он хотел довести свою игру на барабанах до предела, играя самый сложный тип музыки (той эпохи), а со временем решил преследовать другие музыкальные интересы. Правда, позже в интервью журналу Antichrist он опроверг эти слова, заявив, что это ошибочное цитирование и что он до сих пор слушает только трэш-метал.
Ударную установку занял Тим Маллар из M.O.D. В 1993 году «Overkill» вернули в продюсерское кресло Периалеса, и записали диск «I Hear Black». Альбом снова изменил стиль группы: от динамичного трэша Horrorscope к более грув-металлическому стилю. В результате получился металлический альбом, в котором было гораздо более мрачное ощущение, включающее в себя блюз, дум и стоунер с влиянием Black Sabbath, хотя в альбоме сохранились многие из их традиционных трэш-металлических корней. Этот альбом стал наивысшим чартовым достижением группы на тот момент (№ 122 в Billboard 200). На «Spiritual Void» был снят видеоклип, который имел небольшую ротацию на Headbangers Ball.
Впрочем, старым фанатам команды нововведения пришлись не по душе, и самоспродюсированный W.F.O., вышедший 15 июля 1994 года, в итоге представляет собой быстрый, безудержный, олдскульный трэш-метал без каких-либо экспериментальных элементов, присутствующих на I Hear Black, в пользу ориентированного на грув-метал звучания. К сожалению, гранжевые ветры успели сделать такую музыку малопопулярной, и «Overkill» были уволены с Atlantic. После концертника «Wrecking Your Neck» отбыли Каннавино и Гант, а вместо них гитары подхватили Джо Комо из «Liege Lord» и Себастьян Марино из «Anvil».
Если в The Killing Kind группа впрыснула в трэш порцию хардкора, то на From the Underground and Below появился индустриальный привкус. В 1999 году вышли сразу две пластинки группы — оригинальный альбом Necroshine и кавер-альбом Coverkill с песнями оказавших на группу наибольшее влияние исполнителей (Black Sabbath, Motörhead, Ramones, Sex Pistols и т. д.). Незадолго до релиза Necroshine Марино решил посвятить себя семейным делам, а гитарную эстафету от него принял Дэйв Линск, он же участвовал в записи Coverkill. В 2000 году команда гастролировала по Европе в компании с Annihilator, и вскоре к ним ушел Комо, так что на очередные сессии «Overkill» прибыли вчетвером. Если на Necroshine коллектив позволял себе кое-какие отклонения от генерального курса, то на Bloodletting вновь зазвучал фирменный синеворотничковый трэш. Вскоре после записи Bloodletting в группу ненадолго вернулся Комо в качестве гастролирующего музыканта. Когда у Верни должен был родиться ребенок, басиста временно подменял Дерек Тэйлер, а по возвращении Ди Ди в строй новобранец остался в штате, но уже в освободившейся должности второго гитариста.

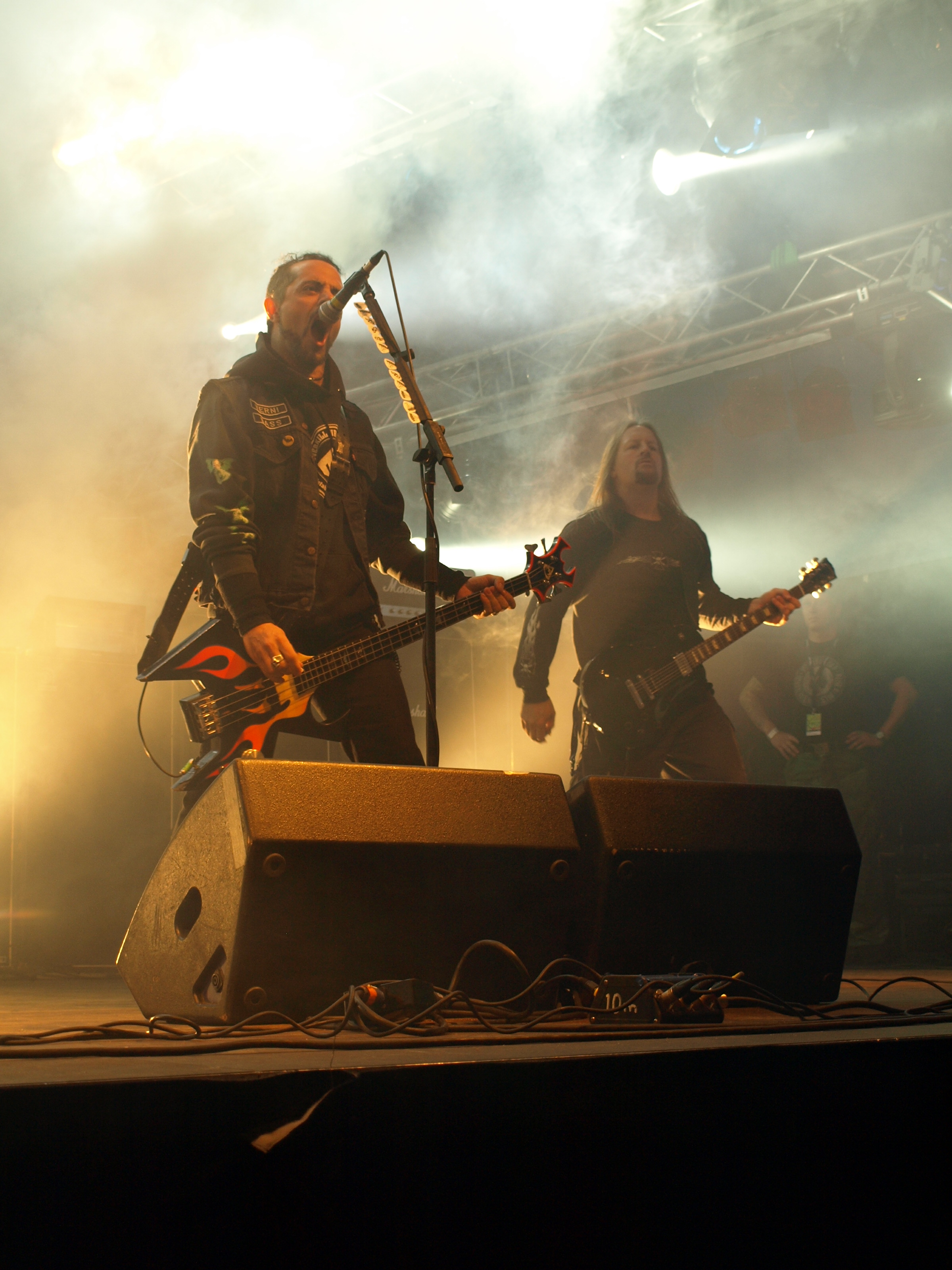
Д. Д. Верни и Дэйв Линск на фестивале Jalometalli Metal Music Festival в 2008 году

В 2002-м музыканты заключили контракт со «Spitfire Records», и выпустили на этом лейбле пару «номерных» пластинок, Killbox 13 и ReliXIV (причем особый интерес публики вызвала первая из них, возвращавшая слушателя в эпоху «Feel The Fire»). Сменив Маллара на экс-ударника «Hades» Рона Липники, команда сделала короткую остановку на лейбле «Bodog», где вышел диск Immortalis.

### 2010—2021
В дальнейшем «Overkill» перебрались под крышу лейбла Nuclear Blast и дебютировали там с пластинкой Ironbound. Этот альбом, который обозреватели назвали «трэшедевром» («thrash-terpiece»), ознаменовал своего рода «возвращение» Overkill после многих лет низких продаж пластинок и падения популярности в США с середины 1990-х годов; альбом впервые со времен «I Hear Black» дал группе возможность побывать в Billboard 200, дебютировав на 192 позиции. Overkill гастролировали почти два года, продвигая Ironbound; тур начался с концертов в Европе в феврале 2010 года (при поддержке Suicidal Angels, Savage Messiah и Cripper), за которыми два месяца спустя последовал тур по США с Vader, God Dethroned, Warbringer, Evile и Woe of Tyrants. Осенью группа снова гастролировала по США (на этот раз с Forbidden, Evile, Gama Bomb и Bonded by Blood), а затем в марте 2011 года выступила в Европе с Destruction, Heathen, After All и Bonded by Blood. Осенью 2011 года тур Ironbound завершился в Южной Америке.
В июле 2011 года Overkill начали записывать демо-версии шести песен и планировали приступить к записи своего 16-го альбома в октябре, выход которого был намечен на начало 2012 года. Альбом The Electric Age вышел 27 марта 2012 года, занявший 77 место в чарте Billboard 200; это было первое попадание группы в первую сотню и наилучший результат группы в этом чарте на тот момент. В 2013 году группа отправилась в тур Dark Roots of Thrash по Северной Америке, хедлайнерами которого выступили их товарищи по лейблу Testament. Также в туре участвовали Flotsam and Jetsam и 4Arm. Однако они отменили свое выступление 15 февраля в Хантингтоне в The Paramount Theater из-за того, что Бобби «Блиц» заболел пневмонией. 18 февраля было объявлено, что Overkill официально исключены из тура Dark Roots of Thrash, так как состояние Блитца немного ухудшилось после выступления в Вустере, штат Массачусетс.
31 августа 2013 года Overkill вошли в Gear Recording, чтобы начать запись своего семнадцатого студийного альбома. Альбом должен был выйти 7 марта 2014 года. Однако 14 января было объявлено, что выпуск альбома перенесен на июль. 15 марта стало известно, что новый альбом будет называться White Devil Armory. После некоторых задержек 18 июля 2014 года альбом наконец был выпущен в Европе и 22 июля в Северной Америке, став самым успешным альбомом группы, заняв высшую позицию в чарте под номером 31. Это до сих пор (по состоянию на январь 2022 года) лучший результат для группы. Альбом продался тиражом в 8 600 копий в США в первую неделю. 5 ноября 2015 года было объявлено, что Overkill отыграют специальное шоу 16 апреля 2016 года в Оберхаузене, на котором они полностью исполнят альбомы Feel the Fire и Horrorscope. Шоу было профессионально снято и записано для DVD Live in Overhausen, который вышел 18 мая 2018 года. 16 октября 2015 года Overkill выпустили бокс-сет под названием Historikill: 1995—2007. В поддержку бокс-сета Overkill отправились в тур по Северной Америке с Symphony X в сентябре-октябре 2015 года и в тур по Великобритании в апреле 2016 года.
В интервью в сентябре 2015 года Бобби «Блиц» Эллсворт сообщил, что Overkill начали писать свой восемнадцатый студийный альбом и к марту 2016 года они полностью записали демо одиннадцати песен. Эллсворт сказал в интервью в марте 2016 года, что Overkill приступят к записи альбома в начале мая, а релиз состоится в октябре. 13 августа 2016 года было объявлено название альбома — The Grinding Wheel, и Эллсворт сказал, что группа «рассчитывает на релиз в первую неделю ноября»; однако дата выпуска альбома была перенесена на 10 февраля 2017 года. 16 ноября 2016 года группа объявила, что новый альбом The Grinding Wheel выйдет 10 февраля 2017 года. Также они выложили трек-лист и обложку альбома. Overkill и Nile провели совместное турне в США в феврале-марте 2017 года. 21 декабря 2016 года вышло следующее видео с лирикой, «Mean, Green, Killing Machine». The Grinding Wheel стал еще одним успешным альбомом Overkill; он занял 69-е место в Billboard 200, что сделало его второй лучшей позицией группы после White Devil Armory. В поддержку альбома Overkill гастролировали по Северной Америке с Nile и поддержали бывших участников Sepultura Макса и Игора Кавалеру в Европе в туре Return to Roots. 16 апреля 2017 года группа объявила, что их барабанщик Рон Липники пропустит европейский тур по семейным обстоятельствам, и что его заменит Эдди Гарсия. Как позже подтвердили, это было «проблемой личного характера» для Липники. Группа также возглавила тур Metal Alliance Tour 2017 года при поддержке Crowbar, Havok, Black Fast и Invidia.

В мае 2017 года группа объявила, что на место Рона Липники в качестве барабанщика приходит Джейсон Биттнер. Липники же позже присоединился к Whiplash.

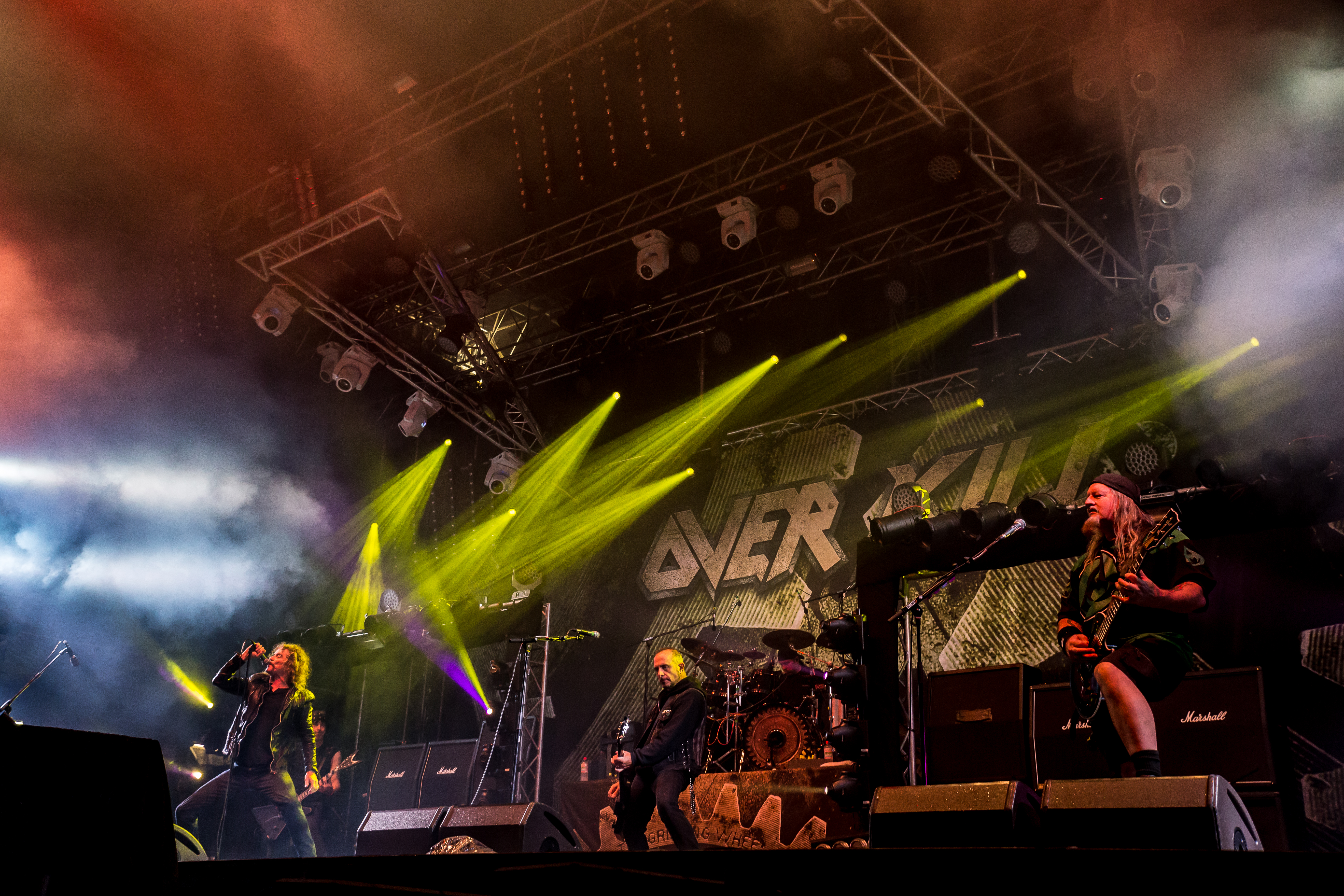
Overkill на фестивале San Metal Open Air 2017

9 февраля 2018 года Overkill объявили, что находятся в студии и работают над демо для своего девятнадцатого студийного альбома. Предварительное производство альбома началось в апреле и Эллсворт объявил, что он будет выпущен в феврале 2019 года. 1 июня 2018 года группа объявила о начале записи альбома. Во время интервью Эдди Транку на Trunk Nation 10 октября 2018 года басист Д. Д. Верни объявил, что альбом готов; он сказал: «Я только что подошел к концу записи и всё такое, так что всё готово. Сейчас мы работаем над обложкой. У нас все еще нет названия — нам придется придумать его скоро — но у нас есть много всего, и новый релиз, вероятно, будет в феврале». 28 ноября 2018 года группа объявила, что новый альбом The Wings of War выйдет 22 февраля 2019 года. Также она опубликовала треклист, состоящий из 10 песен и обложку альбома. Группа выступила в турне в поддержку альбома в 2019 году на фестивале Killfest с Destruction, Flotsam and Jetsam и Meshiaak. В январе-феврале 2019 года группа выступила в Латинской Америке. Также группа приняла участие в MegaCruise группы Megadeth, который имел место в Тихом океане. 14 декабря 2018 года были выпущены первый сингл с альбома «Last Man Standing» и видео с лирикой. 3 января 2019 года группа выпустила первый трейлер альбома в виде документального сериала под названием «Welcome To The Garden State», в котором рассказывают об истории группы. Видео с лирикой на песню «Head Of A Pin» было выпущено 18 января 2019 года. 28 января 2019 года группа объявила об американской части тура в поддержку The Wings of War, в которой они гастролировали с Death Angel и Act of Defiance.
В июне 2019 года было объявлено, что Overkill начнут писать материал для нового двадцатого студийного альбома к началу 2020 года. В интервью Metal Exhumator в октябре 2019 года Эллсворт заявил: «Мы сели и поговорили насчет того, чтобы начать запись весной. Может быть, поздней весной, ранним летом, нам просто стоит выделить для этого время. Но пока никаких идей касательно того, когда нам стоит начать, не было». Биттнер позже раскрыл в апреле 2020 года в интервью Metal Pilgrim, что Верни написал девять песен для нового альбома, но добавил, что планы войти в студию для записи были отложены из-за пандемии коронавируса: «Значит, наш план был — начать работу над новым материалом, но принимая во внимание тот факт, что нам надо оставаться дома, мы просто делаем все электронно, и у Ди Ди появилось больше времени для написания. Мы… ну, хорошо, я скажу, что у нас был план, но у всех были какие-то планы до прошлого месяца». Он также упомянул, что планы на европейский тур в марте 2021 года в поддержку альбома были в разработке: «Мы понятия не имеем, будет ли это вообще возможно сейчас, потому что сроки, которые у нас были для звукозаписывающего лейбла и так далее, уже не те, потому что лейбл закрыт, и никто не занят делом прямо в эту самую секунду». Эллсворт позднее в интервью A&P Reacts в июне 2020 года, что ожидалось выпустить альбом к апрелю 2021 года, с последующим туром; Биттнер позже рассказал, что группа записала 11 демозаписей к альбому и добавил: «Думаю, сейчас, с тех пор как я последний раз говорил с Ди Ди, наш план — постараться закончить барабанные партии, скажем, в сентябре, в зависимости от ситуации. Проблема в том, что мы не можем заняться обычным препродакшеном, так как все мы живем в разных штатах». 5 сентября 2020 года Биттнер анонсировал на своей странице в Facebook, что группа начнет работу в студии над следующим альбомом 14 сентября. Барабанные партии были закончены к октябрю, а сведение взял на себя Колин Ричардсон, работавший с группой в концне 1990-х и начале 2000-х. В интервью That Metal Interview позже в этом месяце Биттнер сказал, что выпуск альбома может быть отложен до осени 2021 года из-за пандемии, объяснив: «Только Бог знает, как оно выйдет. Не дай Бог, станет хуже. Может быть, альбом придется отложить ещё дальше. Но хотя бы мы точно когда-то завершим работу». Верни повторил коментарии Биттнера относительно возможной даты выхода альбома, сказав: «Не знаю. Мы пытаемся это согласовать это, может быть, с туром. У нас, на самом деле, нет в планах концертов до следующего июля, думаю, наших первых концертов. У нас концерты [забронированы] в июле, августе, сентябре, октябре. Состоятся ли они, не знаю, но, вероятно, как-то оно так с новым альбомом Overkill. Так что я буду работать над этим время от времени». Позже Верни заявил, что выпуск нового альбома был отложен до февраля 2022 года. В интервью Эдди Транку из Trunk Nation Верни раскрыл, что группа всё ещё записывала новый альбом и планировала свести его и выпустить в конце марта 2022 года в соответствии с туром.

### 2021—настоящее время
13 ноября 2021 года состоялся концерт Overkill в театре The Wellmont Theater в Нью-Джерси при поддержке Demolition Hammer и Sworn Enemy, который должен был состояться еще 14 марта 2021 года, но был отменён из-за пандемии COVID-19. На этом концерте Дэйва Линска, который не смог выступить, заменил Фил Деммел (экс-Machine Head, Vio-lence). Линск также не участвовал в последующих концертах тура по США по «личным причинам». 10 марта 2022 года в интервью 69 Faces Of Rock Эллсворт заявил, что следующий альбом стоит ждать не раньше апреля 2023 года.
В декабре 2022 года Биттнер раскрыл название следующего альбома — Scorched, выход по-прежнему был назначен на 2023 год. В этом же месяце на фестивале Ruhrpott Metal Meeting (в Оберхаузене, Германия) дебютировала первая песня группы за три с половиной года, «Wicked Place». Точная дата выхода
альбома была названа позднее — 14 апреля 2023 года. В поддержку альбома Overkill в качестве хэдлайнеров примут участие в туре по Европе, с Exhorder и Heathen. 27 января 2023 вышел первый сингл к альбому, «The Surgeon», а 14 марта 2023 года — второй, «Wicked Place». 14 апреля 2023 года были выпущены сам альбом и видеоклип к заглавной песне. В поддержку альбома группа отправилась в тур по Европе и США в качестве хедлайнеров; в туре также приняли участие Exhorder и Heathen. Группа выступила на парковке стадиона MetLife в Ист-Ратерфорде, штат Нью-Джерси, 6 августа 2023 года, в тот же день, когда Metallica выступала на этом месте в рамках своего мирового турне M72. Overkill продолжат тур в поддержку Scorched в Латинской Америке в апреле 2024 года, где бывший басист Megadeth Дэвид Эллефсон заменит Верни, который не сможет выступать из-за восстановления после операции на плече. Верни вернулся в строй 17 мая 2024 года, на фестивале Milwaukee Metal Fest.
Через несколько месяцев после выпуска Scorched ритм-гитарист Overkill Дерек «The Skull» Тэйлер заявил, что Overkill начнут работу над своим 21-м студийным альбомом после завершения тура Scorched в 2024 году и ориентировочно выпустят его в 2025 году.

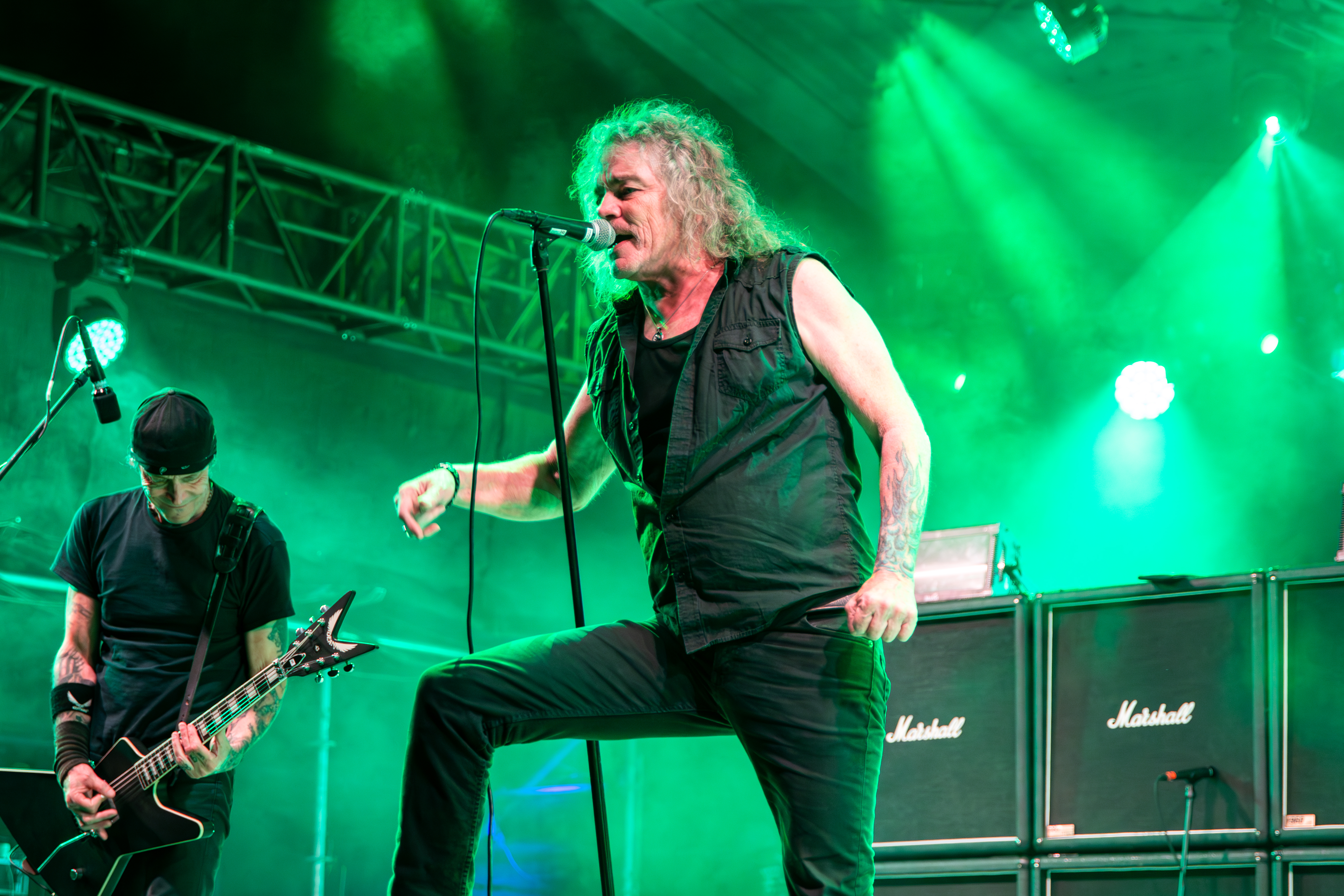
Вокалист Бобби Эллсворт на концерте Overkill в 2024 году, на заднем плане слева - ритм-гитарист Дерек Тейлер

5 августа 2024 года барабанщик Джейсон Биттнер объявил, что покидает Overkill, чтобы сосредоточиться на работе с Shadows Fall и с группой Category 7, образованной в 2023 году. Его место занял Джерами Клинг, он отыграл свой первый концерт с Overkill 30 августа на фестивале Posada Rock в Кымпулунге, Румыния. Во время летне-осеннего тура группы по Европе в 2024 году Верни, у которого продолжились проблемы с плечом, заменил бывший басист Kreator Кристиан Гислер. Overkill (вместе с Night Demon) разогревали King Diamond в их туре Saint Lucifer's Hospital 1920 Tour по Северной Америке с октября по декабрь 2024 года. В этом туре Верни заменил Кристиан Олде Волберс, бывший и нынешний басист Fear Factory и Vio-lence, соответственно. Также в этом туре группа снова выступила как квартет на один концерт (впервые за годы), так как Дерек Тэйлер из-за болезни не смог выступить с группой.
Когда в сентябре 2024 года Эллсворта спросили в интервью, когда Overkill начнут работу над своим 21-м студийным альбомом, он сказал: «Я полагаю, что мы рассматриваем большую часть первой половины 2025 года как временной промежуток для написания песен. И, вероятно, запись альбома пройдет в конце 2025 года, а затем релиз в 2026 году».

## Дискография
| Год выхода | Название                                    | Лейбл                           |
| 1984       | Overkill EP                                 | Azra/Metal Storm Records        |
| 1985       | Feel The Fire                               | Megaforce Records               |
| 1987       | Taking Over                                 | Megaforce Records               |
| 1987       | !!!Fuck You!!!                              | Megaforce Records               |
| 1988       | Under The Influence                         | Atlantic Records                |
| 1989       | The Years of Decay                          | Atlantic Records                |
| 1991       | Horrorscope                                 | Atlantic Records                |
| 1993       | I Hear Black                                | Atlantic Records                |
| 1994       | W.F.O.                                      | Atlantic Records                |
| 1995       | Wrecking Your Neck                          | CMC International               |
| 1996       | The Killing Kind                            | CMC International               |
| 1996       | !!!Fuck You!!! and Then Some                | Megaforce Records               |
| 1997       | From the Underground and Below              | CMC International               |
| 1999       | Necroshine                                  | CMC International               |
| 1999       | Coverkill                                   | CMC International               |
| 2000       | Bloodletting                                | Metal-Is Records                |
| 2002       | Wrecking Everything                         | Spitfire Records                |
| 2002       | Then And Now                                | Sanctuary Records               |
| 2002       | Hello From the Gutter: The Best of Overkill | Steamhammer                     |
| 2003       | Killbox 13                                  | Spitfire Records                |
| 2004       | Unholy                                      | Recall Records                  |
| 2004       | Extended Versions (Live)                    | Collectables Records            |
| 2005       | ReliXIV                                     | Spitfire Records Regain Records |
| 2007       | Immortalis                                  | Bodog Music                     |
| 2010       | Ironbound                                   | eOne Music Nuclear Blast        |
| 2012       | The Electric Age                            | eOne Music Nuclear Blast        |
| 2014       | White Devil Armory                          | eOne Music Nuclear Blast        |
| 2017       | The Grinding Wheel                          | eOne Music Nuclear Blast        |
| 2018       | Live in Overhausen                          | Nuclear Blast                   |
| 2019       | The Wings of War                            | Nuclear Blast                   |
| 2023       | Scorched                                    | Nuclear Blast                   |

## Наследие и стиль
Несмотря на то, что Overkill менее популярны, чем более крупные группы того же жанра, Overkill — одна из старейших трэшевых групп, выступающих сегодня. Несмотря на то, что их дебютный альбом был выпущен только в 1985 году, начала Overkill предшествовали образованию всей «большой четверки» трэш-металлических групп (Metallica, Megadeth, Anthrax и Slayer), по крайней мере, на один год. После создания группы, когда время прошло и группа начала создавать больше музыки вместе со своими быстро растущими конкурентами, она стала известна своим быстрым и тяжелым стилем. Музыка группы не имела достаточного разнообразия, чтобы соперничать с именами «Большой четверки», но Overkill неизменно сохранял свой неповторимый звук на протяжении всей своей карьеры, вместо того чтобы пытаться завоевать популярность в более коммерческом стиле. Overkill считается одной из самых важных трэш-групп с Восточного побережья, а также считается одной из самых активных групп в жанре; Overkill никогда не распадались и не уходили на перерыв, а на выпуск нового студийного альбома никогда не уходило более четырёх лет.
Наряду с Exodus и Testament, Overkill был предметом обсуждения того, какая трэш-метал группа должна быть включена в расширенную «большую четверку». Отвечая на вопрос в сентябре 2014 года о том, должны ли Overkill, Exodus или Testament входить в «большую пятерку» трэш-метала, фронтмен Бобби Эллсуорт ответил: «О, этот вопрос загнал меня в угол! Мы измеряем наш успех в днях, а не долларах! Но, может быть, вы найдете ответ в том, что я собираюсь сказать. Когда [играть трэш-металл] стало сложнее в 90-х годах с приходом гранж-музыки, у нас никогда не возникало вопроса относительно того, перестанем ли мы это делать и пойдем ли работать на наших мам и пап или что-то в этом роде. Мы просто должны были позволить этому случиться. Мы не собирались позволять гранжу остановить нас. И, если бы это произошло, мы бы просто вернулись в андерграунд. Мне там всё равно нравилось!» Комментируя тот факт, что Overkill никогда не становился частью «большой четверки», Эллсуорт заявил: «Когда дело доходит до того, чтобы быть выбранным или не быть, это просто на бумаге. Когда вы говорите про цифры, цифры заставляют мир крутиться, цифры ставят еду на ваш стол, цифры помещают „большую четверку“ в арены. И они продают достаточно записей для этого. Для меня это не проблема. Даже получить такой вопрос от вас — это комплимент в отношении, скажем, нашего долголетия или упорства, делая то, что нам нравится делать. Но это все просто на бумаге. Тот, кто продает больше всех, получает полярные позиции».
Звучание Overkill повлияло на жанр трэш-металла. Их техника опирается на элементы панка и хард-рока, а также NWOBHM. Эти элементы сочетаются, чтобы создать быстрый, агрессивный стиль, уникальный для группы, и сделать звук Overkill легко узнаваемым для металлических фанатов; в результате они часто упоминаются как «Motörhead трэш-метала». Среди влияний группы различная музыка, включая такие группы хэви-метала, хард-рока, прогрессивного рока и классического рока как Black Sabbath, Led Zeppelin, Deep Purple, Iron Maiden, Judas Priest, Accept, The Who, Aerosmith, Rush, Kiss, Элис Купер, Queen, UFO, Jethro Tull, Motörhead, Saxon, Venom, Тед Ньюджент, Humble Pie, Rainbow, Manowar, Wishbone Ash и Starz и такие панк-рок- и глэм-рок-группы как Ramones, Sex Pistols, The Damned, New York Dolls, Лу Рид, The Vibrators, Dead Boys и Generation X.. Многие из сегодняшних новообразованных трэш-групп были подвержены влиянию более старых групп в жанре. Некоторые, включая Mantic Ritual, включают в себя множество стилистических черт, напоминающих Overkill и другие трэш-группы, которые в прошлом добились успеха. Overkill также повлияли на жанр грув-метал; гитарист Pantera Даймбэг Даррелл назвал исполнение Бобби Густафсона на альбомах Under the Influence и The Years of Decay источником вдохновения для перехода группы от глэм-метала к трэш/грув-металу и для звучания гитары в песнях из альбома Pantera 1990 года Cowboys from Hell.

## Состав

### Текущий состав
- Роберт Джозеф «Бобби Блиц» Эллсворт — вокал (1980 — наше время)
- Карло «Ди Ди» Верни — бас-гитара (1980 — наше время)
- Дэвид «Дэйв» Линск — гитара (1999 — наше время)
- Дерек «The Skull» Тэйлер (1966) — ритм-гитара (2002 — наше время)

### Бывшие участники
- Ли Джон Кандрэт «Рэт Скейтс»[англ.] — ударные (1980—1987)
- Роберт «Riff Thunder» Писарек — гитара (1980—1981)
- Энтони Аммендола — гитара (1981)
- Дэн Спитц[англ.] — гитара (1981)
- Рич Конте — гитара (1981—1982)
- Майк Шерри — гитара (1981—1982)
- Джо — гитара (1982)
- Роберт Уэйн «Бобби» Густафсон — гитара (1982—1990)
- Марк Эрчибол — ударные (1987)
- Роберт «Сид» Фэльк — ударные (1987—1992)
- Роберт «Роб» Каннавино (1965) — гитара (1990—1995)
- Меритт Гант[англ.] — гитара (1990—1995)
- Тим Маллэр — ударные (1993—2005)
- Джозеф Туссэйнт «Джо» Комо[англ.] — гитара, бэк-вокал (1995—1999)
- Себастьян Марино — гитара (1995—1999)
- Рон Липники (1971) — ударные (2005—2016)
- Джейсон Биттнер[англ.] (1970) — ударные (2017—2024)

#### Участники туров
- Майк Портной (Dream Theater) — ударные (2004)[источник не указан 238 дней]
- Эдди Гарсиа — ударные (2012, 2016—2017)
- Вальдемар Сорихта[англ.] — гитара (2016)
- Фил Деммел — гитара (2021—2023)
- Дэвид Эллефсон — бас-гитара (2024)[142]
- Джерами Клинг[англ.] — ударные (2024 — наше время)
- Кристиан Гислер — бас-гитара (2024)
- Кристиан Олде Волберс — бас-гитара (2024)